# Argyrana excellens
Argyrana excellens är en fjärilsart som beskrevs av Köhler 1951. Argyrana excellens ingår i släktet Argyrana och familjen nattflyn. Inga underarter finns listade i Catalogue of Life.